# Empattement (véhicule)

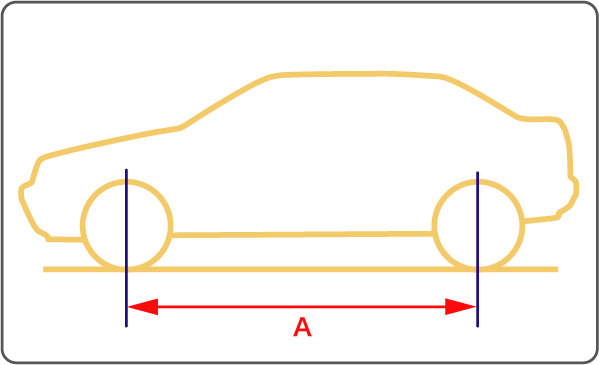
Empattement d'une automobile.

Pour les articles homonymes, voir Empattement.
L'empattement est la distance entre les axes d'essieux extrêmes d'un véhicule (voiture, moto, vélo, etc.). Ce terme est également utilisé pour les véhicules ferroviaires.

## Description
Les Renault R4, R5 et R16 à bras et barres de torsion parallèles ont un empattement différent à gauche et à droite,,.
L'empattement d'un véhicule peut varier selon la charge lorsque certains types de suspension sont utilisés. 